# Гай Гарднър
Гай Спенс Гарднър (на английски: Guy Spence Gardner) е полковник от USAF и астронавт на НАСА, участник в два космически полета.

## Образование
Г. Гарднър завършва колежа Джордж Вашингтон в Александрия, Вирджиния през 1965 г. През 1969 г. завършва Академията на USAF в Колорадо Спрингс, Колорадо с бакалавърска степен по математика и аерокосмическо инженерство. През 1970 г. става магистър по астронавтика и аеронавтика в университета Пардю, Индиана.

## Военна кариера
Гарднър става пилот на F-4 Phantom II през 1971 г. През 1972 г. извършва 177 бойни полета в небето над Югоизточна Азия. През 1973 и 1974 г. е инструктор на F-4 в авиобазата Джонстън, Северна Каролина. На следващата година завършва школа за тест пилоти и започва работа в авиобазата Едуардс, Калифорния. През 1977 – 78 г. е инструктор на експерименталните тест пилоти. През 1979 – 1980 г. е командир на 1-ва експериментална ескадрила на USAF, базирана във Филипините.

## Служба в НАСА
Гай Гарднър е избран за астронавт от НАСА на 29 май 1980 г., Астронавтска група №9. Първото си назначение получава през 1984 г. като пилот на мисията STS-62-A. За първи път космически кораб трябва да стартира от авиобазата Ванденберг. Полетът е отменен поради катастрофата на Чалънджър. Гарднър взима участие в два космически полета.

### Полети
| Космически полети на Гай Спенс Гарднър                         | Космически полети на Гай Спенс Гарднър | Космически полети на Гай Спенс Гарднър | Космически полети на Гай Спенс Гарднър | Космически полети на Гай Спенс Гарднър | Космически полети на Гай Спенс Гарднър | Космически полети на Гай Спенс Гарднър |
| №                                                              | Дата                                   | КК                                     | Емблема на мисията                     | Функции                                | Продължителност                        |                                        |
| -------------------------------------------------------------- | -------------------------------------- | -------------------------------------- | -------------------------------------- | -------------------------------------- | -------------------------------------- | -------------------------------------- |
| 1                                                              | 2 декември 1988                        | „Атлантис“, мисия STS-27               |                                        | Пилот                                  | 4 денонощия 09 часа 05 мин. 37 сек.    |                                        |
| 2                                                              | 2 декември 1990                        | „Колумбия“, мисия STS-35               |                                        | Пилот                                  | 8 денонощия 23 часа 05 мин. 08 сек.    |                                        |
| Сумарно време в космоса – 13 денонощия 08 часа 10 мин. 45 сек. |                                        |                                        |                                        |                                        |                                        |                                        |

## Награди
- Медал за доблестна служба;
- Медал за отлична служба с дъбов лист;
- Легион за заслуги;
- Летателен кръст за заслуги с три дъбови листа (3);
- Въздушен медал с тринадесет дъбови листа;
- Медал на НАСА за участие в космически полет (1988 и 1990).